# Ябылково (Хасковская область)
Ябылково (болг. Ябълково) — село в Болгарии. Находится в Хасковской области, входит в общину Димитровград. Население составляет 1 467 человек.
Примерно в километре к востоку от деревни, археологи изучают насыпь с культурными слоями трёх периодов — предыстории, античности и средневековья.

## Политическая ситуация
В местном кметстве Ябылково, в состав которого входит Ябылково, должность кмета (старосты) исполняет Ванчо Панчев Иванов (партия Болгарских социал-демократов (ПДСД)) по результатам выборов правления кметства.
Кмет (мэр) общины Димитровград — Стефан Димитров Димитров (коалиция партий: Союз свободной демократии (ССД), Земледельческий народный союз (ЗНС), Болгарская рабочая социал-демократическая партия (БСДП), «Новые лидеры» (НЛ)) по результатам выборов в правление общины.